# Aphelandra anderssonii
Aphelandra anderssonii é uma espécie de planta da família Acanthaceae. É endémica do Equador. O seu habitat natural localiza-se em florestas montanas subtropicais ou tropicais húmidas. Ela é ameaçada por perda de habitat.